# Puerta de Jade

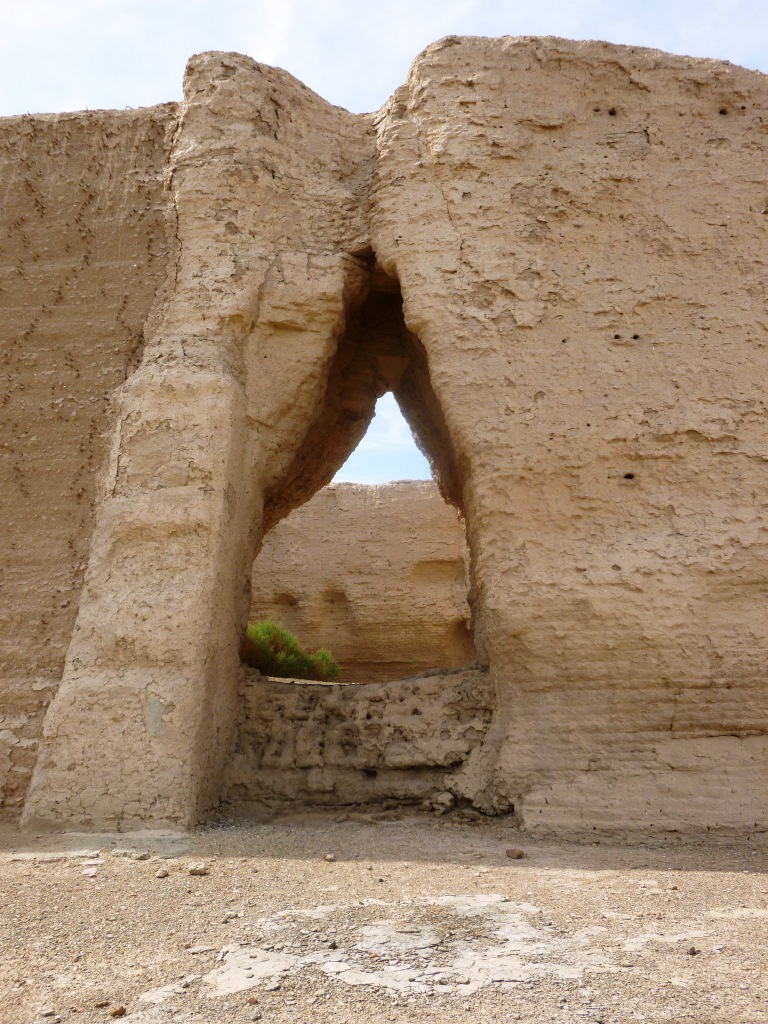
Entrada desde el norte

La Puerta de Jade (en chino simplificado: 玉门关, en chino tradicional: 玉門關, pinyin: Yumen Guan) es el nombre de un paso situado al oeste de Dunhuang, en la actual provincia de Gansu de China. En la antigüedad, este fue uno de los pasos por donde discurría la Ruta de la seda, y era el único camino que conectaba Asia Central y China. Justo al sur fue el pase Yangguan, que también era un punto importante en dicha ruta.
Aunque en chino suele traducirse simplemente como «paso», su significado más específico es «paso fronterizo» para distinguirlo de un paso entre montañas. Yumen Guan 玉門關 y Yang Guan 陽 關 se derivan de: yu 玉 = 'Jade' Men + 門 = 'puerta', 'puerta'; y el yang 陽 = "lado soleado", "lado sur de una colina", "lado norte de un río", y guan 關 =' paso de frontera '. Estos fueron los dos pasos más famosos que llevan al norte y al oeste del territorio chino.
No se debe confundir con la ciudad de Yumen (玉門, literalmente, la Puerta de Jade) en Gansu, China. Aunque ambos son de la misma Jiuquan "ciudad-prefectura" (una unidad administrativa) de la provincia de Gansu, la Puerta de Jade se encuentra a unos 400 km al oeste de la ciudad homónima.
Fue edificada alrededor del año 121 a. C. durante el reinado del emperador Wu de la dinastía Han.